# Olivier Salvan
Olivier Salvan, né le 15 juillet 1976, est un gymnaste aérobic français.
Il remporte  la médaille d'argent en trio avec Grégory Alcan et Xavier Julien aux Championnats du monde de gymnastique aérobic 1999 à Hanovre,.